# Windmill

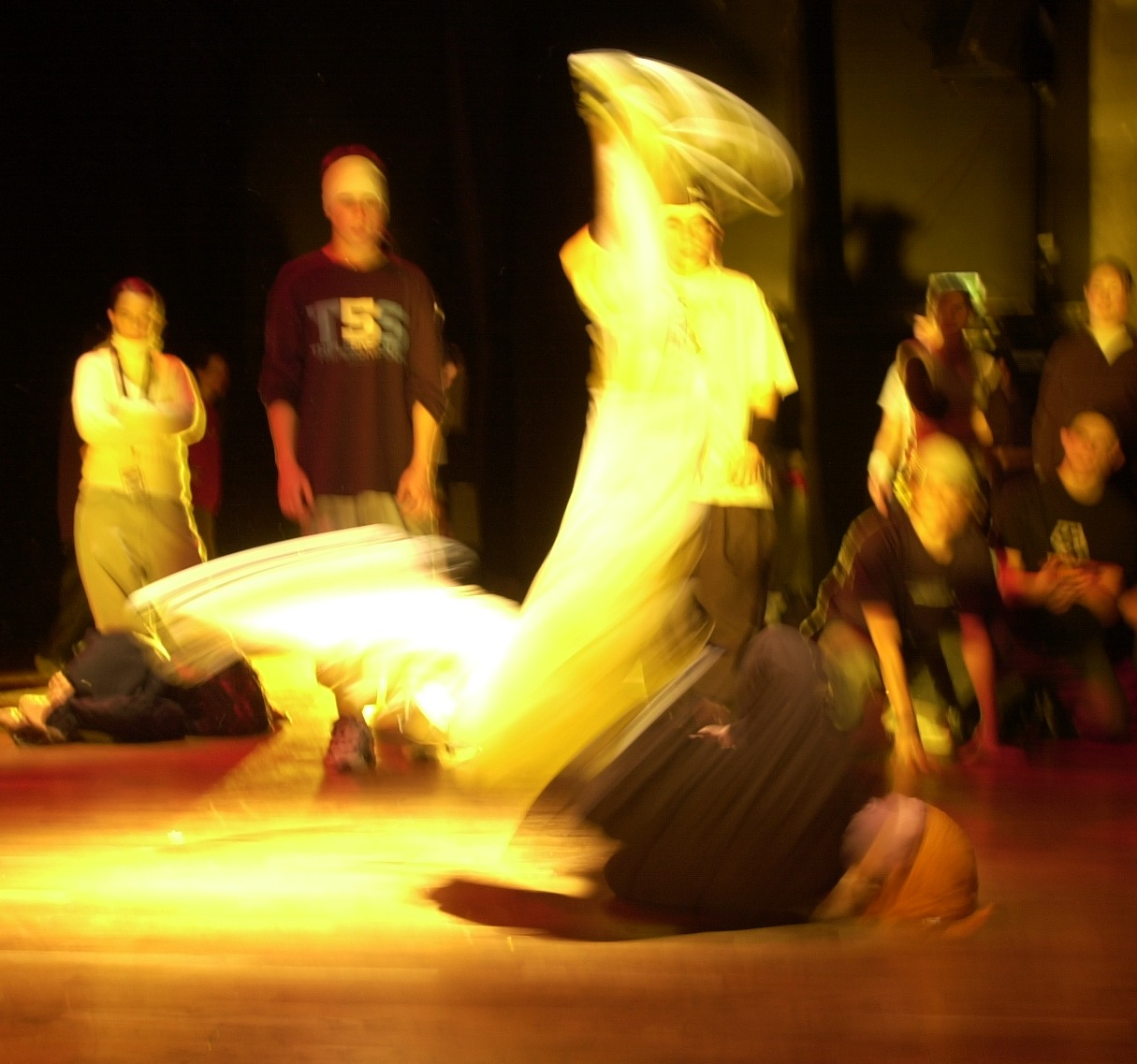
Un ballerino che segue una windmill

Il windmill (o continuous backspin) è una mossa base di breakdance (ovvero un powermove) inventata intorno al 1975 dal b-boy  Crazy Legs che prevede la rotazione alternata di spalle, busto e parte della testa attorno a un asse, senza toccare a terra con le gambe aperte e distese.
Secondo Mr. Wiggles (ballerino) il windmill è la 3° evoluzione del backspin, il passo base di breakdance che prevede la rotazione sull'asse al centro delle spalle.

## Varianti
Esistono molteplici varianti del windmill, che hanno preso il nome di chi le ha create. Molte si differenziano per la posizione assunta dalle mani, dato che le mani non sono essenziali se non viene eseguito uno stab.
- Confusions - Mani sul volto, come Macaulay Culkin in Home Alone. (Tale variazione può essere pericolosa quando i gomiti colpiscono il terreno e potrebbero causare lesioni al collo)
- Eggbeaters - Mani sulle cosce.
- Handcuffs - mani dietro la schiena (la parola infatti significa "manette").
- Nutcrackers - mani sull'inguine (la parola significa "schiaccianoci").
- Forearm Windmills - braccia nascoste contro il petto.
- Genies - braccia incrociate sul torace.

Altre varianti sono maggiormente inusuali:
- Thread Mills/Treadmills - un mill con entrambe le gambe e un braccio. Raramente effettuato ed utilizzato dal russo Jora al Redbull BC One 2005.
- Barrels - windmill con le braccia poste davanti come ad abbracciare una botte ("barrel" appunto).
- No-Handed Windmills/Breaker's Windmills - Le mani non sono utilizzate per niente per questo mill. Questo richiede una forte spinta da parte delle gambe per eseguire la rotazione. Su tale variante c'è una controversia su chi l'abbia creata tra i breaker Mike Garcia (conosciuto come "Breaker") e Kid Freeze.
- Supermans - braccia tese sopra la testa, spesso rimanendo in contatto con il pavimento, con la parte superiore del tronco
- Elbow Mills - Mill effettuati solo con il gomiti a contatto con il suolo, con le mani solitamente tenute dietro la nuca. Dato che tutto il peso del corpo è sui gomiti, chi la esegue speso è munito di gomitiere
- Lotus Mills- Windmill utilizzando la posizione del loto
- Babywindmill - La si può iniziare sia da freeze sia dalla posizione classica in piedi (senza contare le numerose varianti di entrata); da qualsiasi posizione la si voglia iniziare è indispensabile che le gambe assumano una posizione "incrociata" prima che le spalle tocchino il terreno; l'entrata del busto sarà uguale a quella del windmill classico. Le gambe (incrociate) fungeranno da "molla" per far sì che il corpo si alzi (di pochi centimetri) in modo da permettere il secondo giro. La spinta delle gambe che spingeranno in alto con un "colpetto" (e non di lato con un calcio, come nel windmill) dovrà essere sufficiente a salire sulla fronte per ultimare il giro ed iniziarne uno nuovo.
- bellymill - windmill con le mani distese davanti e passaggio sulla pancia
- windmill tombstone - windmill con gambe distese e passaggio su testa e avanbracci
- airplane * stesso principio del babywidmill tranne che le braccia sono rigide e verso i lati delle spalle